# Anolis calimae
Espèce
Synonymes
- Dactyloa calimae (Ayala, Harris & Williams, 1983)

Anolis calimae est une espèce de sauriens de la famille des Dactyloidae. 

## Répartition
Cette espèce est endémique de Colombie. Elle se rencontre dans les départements de Risaralda, de Caldas et de Valle del Cauca.

## Étymologie
Son nom d'espèce lui a été donné en référence au lieu de sa découverte, le lac Calima.

## Publication originale
- Ayala, Harris & Williams, 1983 : New or problematic Anolis from Colombia. I. Anolis calimae, new species, from the cloud forest of Western Colombia. Breviora, no 475, p. 1-11 (texte intégral).